# Stenus eumerus
Stenus eumerus är en skalbaggsart som beskrevs av Ernst Hellmuth von Kiesenwetter 1850. Stenus eumerus ingår i släktet Stenus, och familjen kortvingar. Arten har ej påträffats i Sverige.